# Shetland Islands Council
Le Shetland Islands Council est un council area d'Écosse. Il est l'autorité locale principale de l'archipel des Shetland, il siège à Lerwick, au Lerwick Town Hall. Il a été créé en 1973 par le Local Government Act 1973, qui a permis la fusion du Lerwick Town Council et du Zetland County Council, avant d'être mise en place concrètement en 1975. Le Shetland Islands Council s'assure de la gestion des services publics dans les domaines de la santé, de l'environnement, du développement économique, des normes de constructions, de l'éducation, de l'aménagement du territoire, du travail, des déchets, du commerce, etc. Il a la possibilité de percevoir les revenus de la Council Tax. Il est, en 2011, composé de 22 représentants élus, tous se revendiquant indépendants par rapport aux partis politiques nationaux.